# 奥列格·斯克里波奇卡
奥列格·伊万诺维奇·斯克里波齐卡（俄语：Оле́г Ива́нович Скри́почка，羅馬化：Oleg Ivanovich Skripochka，1969年12月24日—）是俄罗斯宇航员。

## 早年
出生于军人家庭，幼年在涅溫諾梅斯克和堪察加彼得罗巴甫洛夫斯克接受教育，后在扎波罗热完成中学学业，是扎波罗热青年宇航员小队成员，1993年毕业于鲍曼莫斯科国立技术大学航空学院。1987年至1991年在科罗廖夫能源火箭航天集团担任测试技师，1990年至1993担任专业技术人员，1993年8月至1997年8月在科罗廖夫航天集团项目局担任技术工程师，负责地面运输车辆的开发。

## 宇航员生涯
体检合格后于1997年10月14日成为宇航员候选人。

### 远征25/26
莫斯科时间2010年15日17时55分（北京时间22时55分），他和费奥多尔·尤尔奇欣打开国际空间站对接舱舱门，开始了约6个小时的舱外活动。他的主要任务是在星辰号服务舱外侧安装一个多功能工作站。
莫斯科时间2011年1月21日17时29分（北京时间22时29分），他与同事德米特里·孔德拉季耶夫打开国际空间站的码头号对接舱舱门，开始了2011年的首次舱外作业。他们将一个高速通讯系统的壳体安装到星辰号服务舱表面，同时也拆卸了服务舱上的一件仪器。他们还在曙光號功能貨艙上安装了一个摄像头。
莫斯科时间2011年2月16日，他与同事孔德拉季耶夫一起完成了自己的第三次舱外活动任务。

### 远征47/48
哈萨克斯坦时间2016年9月7日与阿列克谢·奥夫奇宁和杰弗里·威廉姆斯乘坐“联盟TMA-20M”飞船返回地球，成功在杰兹卡兹甘附近着陆。
统计
| # | 飞船代号    | 发射时间（UTC）       | 任务代号               | 着陆时间（UTC）      | 时间总计      | 舱外活动次数 | 舱外活动时间 |
| - | ----------- | --------------------- | ---------------------- | -------------------- | ------------- | ------------ | ------------ |
| 1 | 联盟TMA-01M | 2010年10月7日23时10分 | 联盟TMA-01M，远征25/26 | 2011年3月16日7时54分 | 159日8时43分  | 3            | 16时39分     |
| 2 | 联盟TMA-20M | 2016年3月18日21时26分 | 联盟TMA-20M，远征47/48 | 2016年9月7日1时13分  | 172日3时47分  | 0            | 0            |
|   |             |                       |                        |                      | 331日12时30分 | 3            | 16时39分     |

## 荣誉
- 俄罗斯联邦宇航员和俄罗斯联邦英雄（2011年）[11]
- 四级“祖国功勋”勋章（2017年）[12]
- 扎波罗热荣誉市民[13]

## 图集

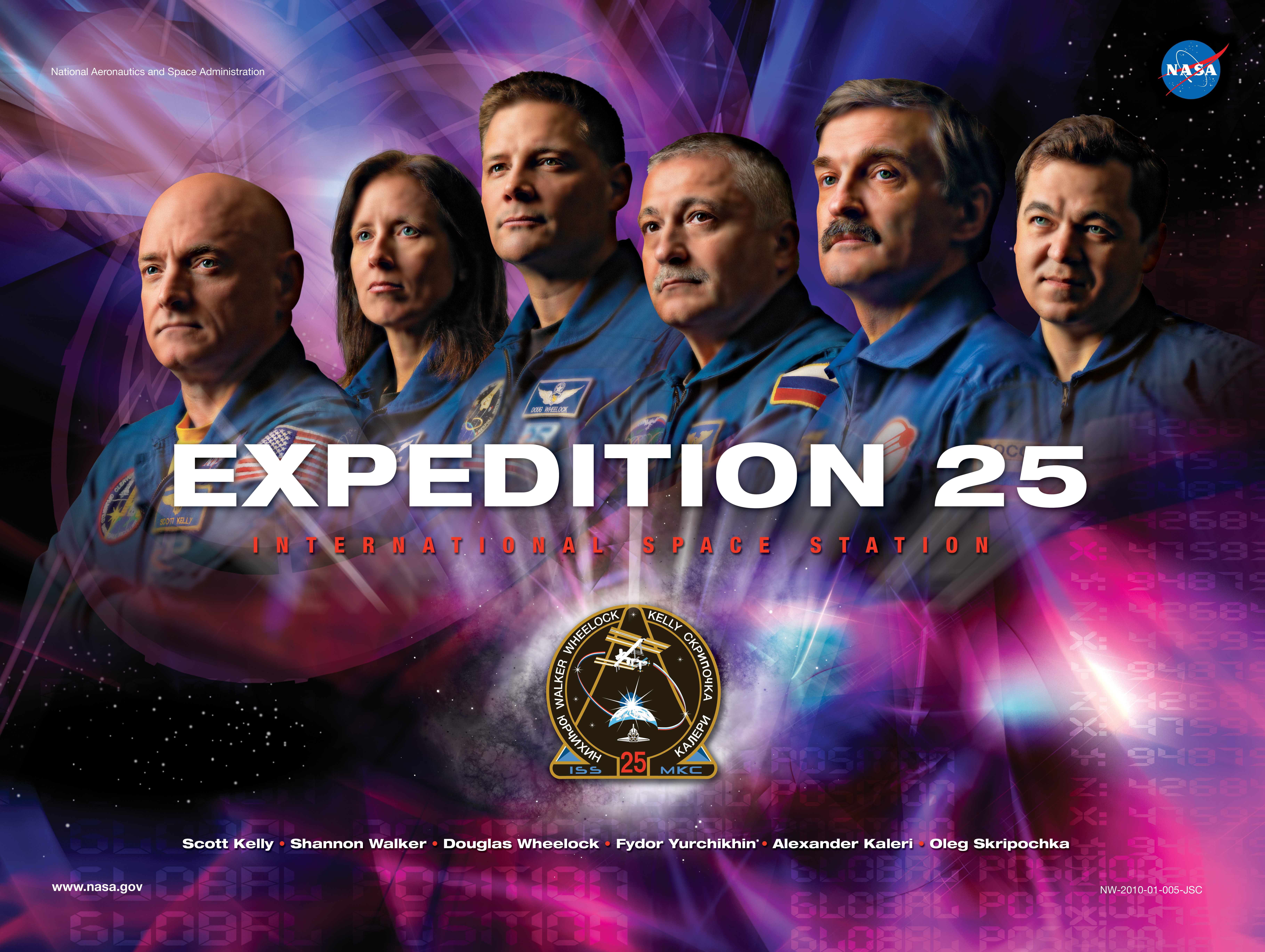
远征25海报
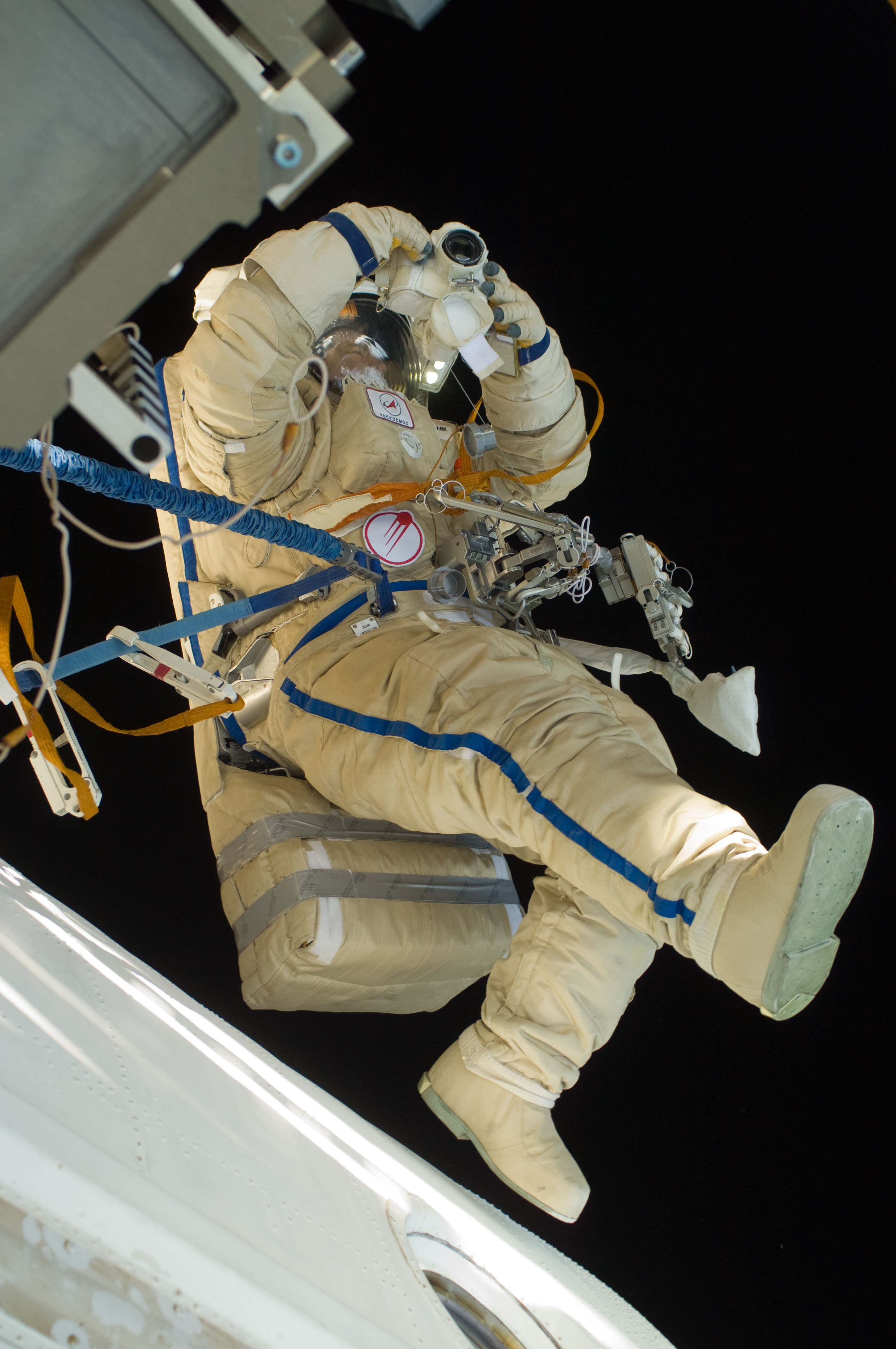
舱外活动
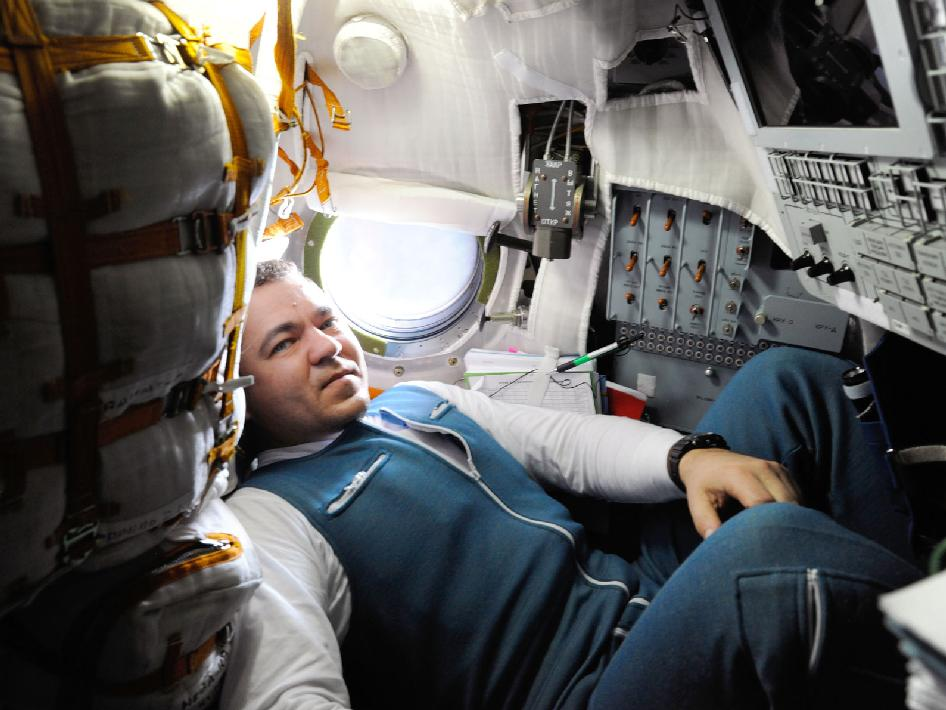
联盟TMA-01M
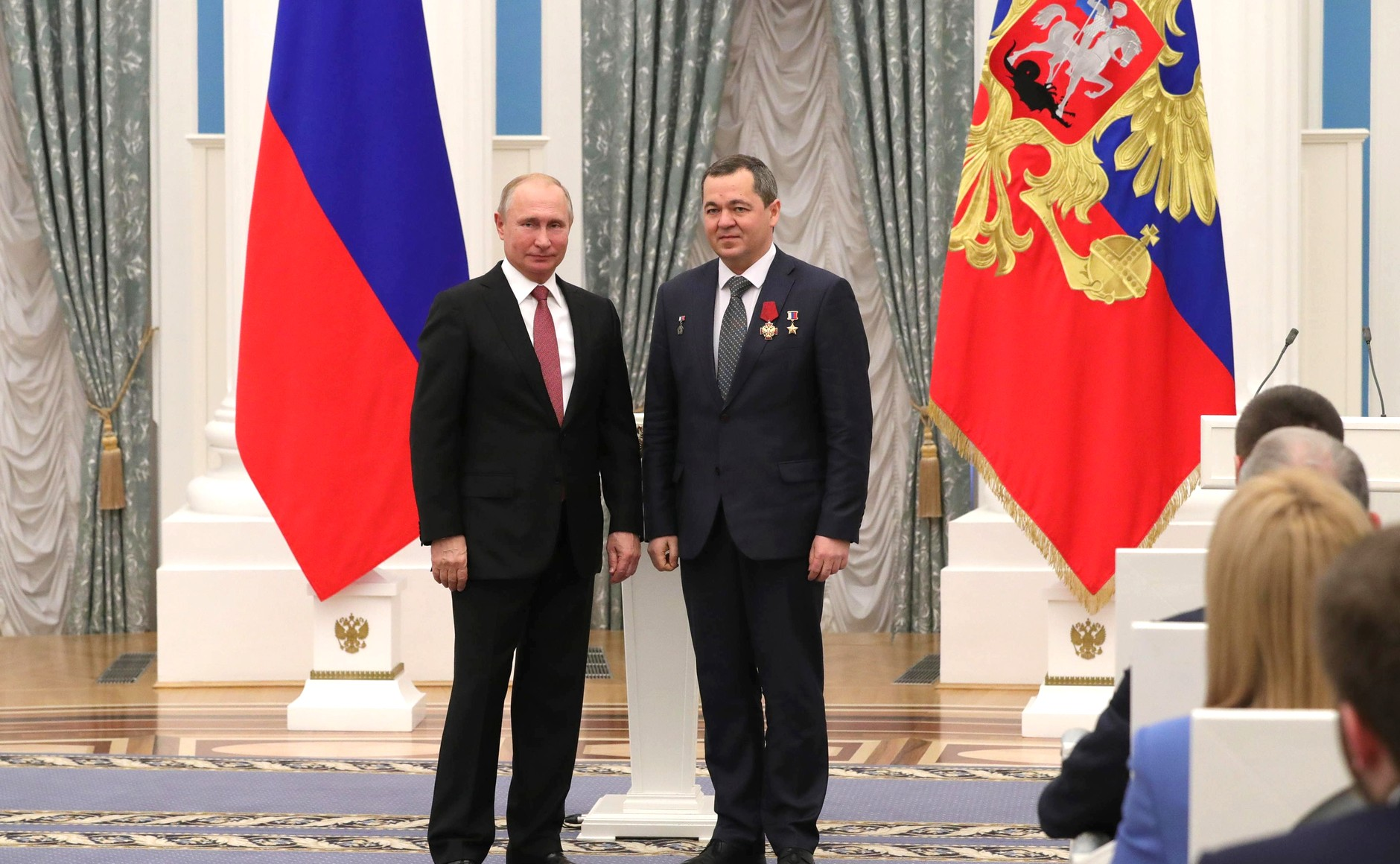
俄罗斯联邦英雄颁奖仪式上与普京合影